# Liste der Nummer-eins-Hits in Japan (2013)
Diese Liste der japanischen Nummer-eins-Hits von 2013 enthält alle Singles und alle Alben, die sich in diesem Jahr auf Platz 1 der jeweiligen Charts befunden haben. Alle Angaben basieren auf den offiziellen japanischen Charts von Oricon.

## Singles
| ← 2012 ← | Liste der Nummer-eins-Hits in Japan | Liste der Nummer-eins-Hits in Japan                                                                        | Liste der Nummer-eins-Hits in Japan | 2014 →                    |
| \| Zeitraum \| Wo. ges. \| Interpret \| Titel Autor(en) \| Zusätzliche Informationen \| \| (Zeitraum, Wochen auf Platz eins, Interpret, Titel, Autor[en], zusätzliche Informationen) \| \| \| \| \| \| ----------------------------------------------------------------------------------------- \| -------- \| ---------------------------------------------------------------------------------------------------------- \| ------------------------------------------------------------------------------------------------------------------------------------------------------------------------------------------------------------------------------------------------------------------------------------------------------------------------------------------------------------------------- \| ------------------------- \| \| 31. Dezember 2012 – 6. Januar 2013 1 Woche \| 1 \| Golden Bomber ゴールデンボンバー \| Dance My Generation \| – \| \| 7. Januar 2013 – 13. Januar 2013 1 Woche \| 1 \| Ryosuke Yamada 山田涼介 \| Mystery Virgin ミステリー ヴァージン \| – \| \| 14. Januar 2013 – 20. Januar 2013 1 Woche \| 1 \| TVXQ 東方神起 \| Catch Me (If You Wanna) \| – \| \| 21. Januar 2013 – 27. Januar 2013 1 Woche \| 1 \| Morning Musume モーニング娘 \| Help Me!! \| – \| \| 28. Januar 2013 – 3. Februar 2013 1 Woche \| 1 \| SKE48 \| Choco no dorei チョコの奴隷 \| – \| \| 4. Februar 2013 – 10. Februar 2013 1 Woche \| 1 \| KAT-TUN \| Expose \| – \| \| 11. Februar 2013 – 17. Februar 2013 1 Woche \| 1 \| Kis-My-Ft2 \| My Resistance (Tashikana mono) / Unmei Girl My Resistance －タシカナモノ－／ 運命 Girl \| – \| \| 18. Februar 2013 – 24. Februar 2013 1 Woche \| 1 \| AKB48 \| So Long! \| – \| \| 25. Februar 2013 – 3. März 2013 1 Woche \| 1 \| SMAP \| Mistake! / Battery \| – \| \| 4. März 2013 – 10. März 2013 1 Woche \| 1 \| Arashi 嵐 \| Calling / Breathless \| – \| \| 11. März 2013 – 17. März 2013 1 Woche \| 1 \| Nogizaka46 乃木坂46 \| Kimi no na wa kibō 君の名は希望 \| – \| \| 18. März 2013 – 24. März 2013 1 Woche \| 1 \| HKT48 \| Suki! Suki! Skip! スキ！スキ！スキップ！ \| – \| \| 25. März 2013 – 31. März 2013 1 Woche \| 1 \| Kis-My-Ft2 \| Kiss Your Mind / S. O. S. (Smile on Smile) キ・ス・ウ・マ・イ ／ S. O. S. (Smile on Smile) \| – \| \| 1. April 2013 – 7. April 2013 1 Woche (insgesamt 2) \| 2 \| Exile \| Exile Pride (Konna sekai o aisuru tame) こんな世界を愛するため \| – \| \| 8. April 2013 – 14. April 2013 1 Woche \| 1 \| Masaharu Fukuyama 福山雅治 \| Tanjōbi ni wa masshirona hyaku gō / Get the Groove 誕生日には真白な百合を / Get the Groove \| – \| \| 15. April 2013 – 21. April 2013 1 Woche \| 1 \| Morning Musume モーニング娘 \| Brainstorming / Kimi sae ireba nani mo iranai ブレインストーミング / 君さえ居れば何も要らない \| – \| \| 22. April 2013 – 28. April 2013 1 Woche \| 1 \| Kanjani Eight 関ジャニ∞ \| Hesomagari / Koko ni shika nai keshiki へそ曲がり / ここにしかない景色 \| – \| \| 29. April 2013 – 5. Mai 2013 1 Woche \| 1 \| Sexy Zone \| Real Sexy! / Bad Boys \| – \| \| 6. Mai 2013 – 12. Mai 2013 1 Woche \| 1 \| fripSide \| Sister’s Noise \| – \| \| 13. Mai 2013 – 19. Mai 2013 1 Woche \| 1 \| KAT-TUN \| Face to Face \| – \| \| 20. Mai 2013 – 26. Mai 2013 1 Woche \| 1 \| AKB48 \| Sayonara Crawl さよならクロール \| – \| \| 27. Mai 2013 – 2. Juni 2013 1 Woche \| 1 \| Arashi 嵐 \| Endless Game \| – \| \| 3. Juni 2013 – 9. Juni 2013 1 Woche \| 1 \| SMAP \| Joy!! \| – \| \| 10. Juni 2013 – 16. Juni 2013 1 Woche \| 1 \| Kanjani Eight 関ジャニ∞ \| Namida no Kotae 涙の答え \| – \| \| 17. Juni 2013 – 23. Juni 2013 1 Woche \| 1 \| NMB48 \| Bokura no Eureka 僕らのユリイカ \| – \| \| 24. Juni 2013 – 30. Juni 2013 1 Woche \| 1 \| Hey! Say! JUMP \| Come On a My House \| – \| \| 1. Juli 2013 – 7. Juli 2013 1 Woche \| 1 \| Nogizaka46 乃木坂46 \| Girl’s Rule ガールズルール \| – \| \| 8. Juli 2013 – 14. Juli 2013 1 Woche \| 1 \| Exile Tribe (Sandaime J Soul Brothers vs. Generations) Exile Tribe (三代目 J Soul Brothers vs Generations) \| Burning Up \| – \| \| 15. Juli 2013 – 28. Juli 2013 2 Wochen \| 2 \| SKE48 \| Utsukushī inazuma 美しい稲妻 \| – \| \| 29. Juli 2013 – 4. August 2013 1 Woche \| 1 \| Tomohisa Yamashita 山下智久 \| Summer Nude ’13 \| – \| \| 5. August 2013 – 11. August 2013 1 Woche \| 1 \| Southern All Stars サザンオールスターズ \| Pieces and Highlights ピースとハイライト \| – \| \| 12. August 2013 – 18. August 2013 1 Woche \| 1 \| Kis-My-Ft2 \| Kimi to no Kiseki キミとのキセキ \| – \| \| 19. August 2013 – 25. August 2013 1 Woche \| 1 \| AKB48 \| Koi suru Fortune Cookie 恋するフォーチュンクッキー \| – \| \| 26. August 2013 – 1. September 2013 1 Woche \| 1 \| Morning Musume モーニング娘 \| Wagamama ki no mama ai no jōku / Ai no gundan わがまま 気のまま 愛のジョーク ／ 愛の軍団 \| – \| \| 2. September 2013 – 8. September 2013 1 Woche \| 1 \| HKT48 \| Melon Juice メロンジュース \| – \| \| 9. September 2013 – 15. September 2013 1 Woche \| 1 \| Tsuyoshi Domoto 堂本剛 \| Mabataki 瞬き \| – \| \| 16. September 2013 – 22. September 2013 1 Woche (insgesamt 2) \| 2 \| Exile \| Exile Pride (Konna sekai o aisuru tame) こんな世界を愛するため \| – \| \| 16. September 2013 – 22. September 2013 1 Woche (insgesamt 2) \| 2 \| Exile \| Exile Pride (Konna sekai o aisuru tame) こんな世界を愛するため \| – \| \| 23. September 2013 – 29. September 2013 1 Woche \| 1 \| Not Yet \| Hirihiri no hana ヒリヒリの花 \| – \| \| 30. September 2013 – 6. Oktober 2013 1 Woche \| 1 \| NMB48 \| Kamonegikkusu カモネギックス \| – \| \| 7. Oktober 2013 – 13. Oktober 2013 1 Woche \| 1 \| Sexy Zone \| Bai Bai Dubai (See You Again) / A My Girl Friend バィバィDuバィ ～See you again～ / A My Girl Friend \| – \| \| 14. Oktober 2013 – 20. Oktober 2013 1 Woche \| 1 \| 2PM \| Winter Games \| – \| \| 21. Oktober 2013 – 27. Oktober 2013 1 Woche \| 1 \| KinKi Kids \| Mada namida ni naranai kanashimi ga / Koi wa nioi e to chiri nuru o まだ涙にならない悲しみが／恋は匂へと散りぬるを \| – \| \| 28. Oktober 2013 – 3. November 2013 1 Woche \| 1 \| AKB48 \| Heart Electric ハート・エレキ \| – \| \| 4. November 2013 – 10. November 2013 1 Woche \| 1 \| Hottake Band 堀田家Band \| Sayonara – Arigato サヨナラ☆ありがとう \| – \| \| 11. November 2013 – 17. November 2013 1 Woche \| 1 \| Kis-My-Ft2 \| Snow Dome no yakusoku / Luv Sick Snow Dome の約束 / Luv Sick \| – \| \| 18. November 2013 – 24. November 2013 1 Woche \| 1 \| SKE48 \| Sansei kawaī! 賛成カワイイ！ \| – \| \| 25. November 2013 – 1. Dezember 2013 1 Woche \| 1 \| Nogizaka46 乃木坂46 \| Baretta バレッタ \| – \| \| 2. Dezember 2013 – 8. Dezember 2013 1 Woche \| 1 \| Kanjani Eight 関ジャニ∞ \| Kokoro sora moyō ココロ空モヨウ \| – \| \| 9. Dezember 2013 – 15. Dezember 2013 1 Woche \| 1 \| AKB48 \| Suzu kaka no ki no michi de “kimi no bi emi o yume ni miru” to itteshimattara bokutachi no kankei wa dō kawatteshimau no ka, boku nari ni nan nichi ka kangaeta ue de no yaya ki hazukashī ketsuron no yōna mono 鈴懸の木の道で「君の微笑みを夢に見る」と言ってしまったら僕たちの関係はどう変わってしまうのか、僕なりに何日か考えた上でのやや気恥ずかしい結論のようなもの \| – \| \| 16. Dezember 2013 – 22. Dezember 2013 1 Woche \| 1 \| SMAP \| Shareotsu / Hello シャレオツ／ハロー \| – \| \| 23. Dezember 2013 – 29. Dezember 2013 1 Woche \| 1 \| Hey! Say! JUMP \| Ride with Me \| – \| \| 30. Dezember 2013 – 5. Januar 2014 1 Woche \| 1 \| Golden Bomber ゴールデンボンバー \| 101-kaime no noroi 101回目の呪い \| – \| |                                     | | |                           |
| ← 2012 |                                     | | | → 2014 →                  |
| Zeitraum | Wo. ges.                            | Interpret                                                                                                  | Titel Autor(en) | Zusätzliche Informationen |
| (Zeitraum, Wochen auf Platz eins, Interpret, Titel, Autor[en], zusätzliche Informationen) |                                     | | |                           |
| 31. Dezember 2012 – 6. Januar 2013 1 Woche | 1                                   | Golden Bomber ゴールデンボンバー                                                                           | Dance My Generation | –                         |
| 7. Januar 2013 – 13. Januar 2013 1 Woche | 1                                   | Ryosuke Yamada 山田涼介                                                                                    | Mystery Virgin ミステリー ヴァージン | –                         |
| 14. Januar 2013 – 20. Januar 2013 1 Woche | 1                                   | TVXQ 東方神起                                                                                              | Catch Me (If You Wanna) | –                         |
| 21. Januar 2013 – 27. Januar 2013 1 Woche | 1                                   | Morning Musume モーニング娘                                                                                | Help Me!! | –                         |
| 28. Januar 2013 – 3. Februar 2013 1 Woche | 1                                   | SKE48 | Choco no dorei チョコの奴隷 | –                         |
| 4. Februar 2013 – 10. Februar 2013 1 Woche | 1                                   | KAT-TUN | Expose | –                         |
| 11. Februar 2013 – 17. Februar 2013 1 Woche | 1                                   | Kis-My-Ft2                                                                                                 | My Resistance (Tashikana mono) / Unmei Girl My Resistance －タシカナモノ－／ 運命 Girl | –                         |
| 18. Februar 2013 – 24. Februar 2013 1 Woche | 1                                   | AKB48 | So Long! | –                         |
| 25. Februar 2013 – 3. März 2013 1 Woche | 1                                   | SMAP | Mistake! / Battery | –                         |
| 4. März 2013 – 10. März 2013 1 Woche | 1                                   | Arashi 嵐                                                                                                  | Calling / Breathless | –                         |
| 11. März 2013 – 17. März 2013 1 Woche | 1                                   | Nogizaka46 乃木坂46                                                                                        | Kimi no na wa kibō 君の名は希望 | –                         |
| 18. März 2013 – 24. März 2013 1 Woche | 1                                   | HKT48 | Suki! Suki! Skip! スキ！スキ！スキップ！ | –                         |
| 25. März 2013 – 31. März 2013 1 Woche | 1                                   | Kis-My-Ft2                                                                                                 | Kiss Your Mind / S. O. S. (Smile on Smile) キ・ス・ウ・マ・イ ／ S. O. S. (Smile on Smile) | –                         |
| 1. April 2013 – 7. April 2013 1 Woche (insgesamt 2) | 2                                   | Exile | Exile Pride (Konna sekai o aisuru tame) こんな世界を愛するため | –                         |
| 8. April 2013 – 14. April 2013 1 Woche | 1                                   | Masaharu Fukuyama 福山雅治                                                                                 | Tanjōbi ni wa masshirona hyaku gō / Get the Groove 誕生日には真白な百合を / Get the Groove | –                         |
| 15. April 2013 – 21. April 2013 1 Woche | 1                                   | Morning Musume モーニング娘                                                                                | Brainstorming / Kimi sae ireba nani mo iranai ブレインストーミング / 君さえ居れば何も要らない | –                         |
| 22. April 2013 – 28. April 2013 1 Woche | 1                                   | Kanjani Eight 関ジャニ∞                                                                                    | Hesomagari / Koko ni shika nai keshiki へそ曲がり / ここにしかない景色 | –                         |
| 29. April 2013 – 5. Mai 2013 1 Woche | 1                                   | Sexy Zone                                                                                                  | Real Sexy! / Bad Boys | –                         |
| 6. Mai 2013 – 12. Mai 2013 1 Woche | 1                                   | fripSide                                                                                                   | Sister’s Noise | –                         |
| 13. Mai 2013 – 19. Mai 2013 1 Woche | 1                                   | KAT-TUN | Face to Face | –                         |
| 20. Mai 2013 – 26. Mai 2013 1 Woche | 1                                   | AKB48 | Sayonara Crawl さよならクロール | –                         |
| 27. Mai 2013 – 2. Juni 2013 1 Woche | 1                                   | Arashi 嵐                                                                                                  | Endless Game | –                         |
| 3. Juni 2013 – 9. Juni 2013 1 Woche | 1                                   | SMAP | Joy!! | –                         |
| 10. Juni 2013 – 16. Juni 2013 1 Woche | 1                                   | Kanjani Eight 関ジャニ∞                                                                                    | Namida no Kotae 涙の答え | –                         |
| 17. Juni 2013 – 23. Juni 2013 1 Woche | 1                                   | NMB48 | Bokura no Eureka 僕らのユリイカ | –                         |
| 24. Juni 2013 – 30. Juni 2013 1 Woche | 1                                   | Hey! Say! JUMP                                                                                             | Come On a My House | –                         |
| 1. Juli 2013 – 7. Juli 2013 1 Woche | 1                                   | Nogizaka46 乃木坂46                                                                                        | Girl’s Rule ガールズルール | –                         |
| 8. Juli 2013 – 14. Juli 2013 1 Woche | 1                                   | Exile Tribe (Sandaime J Soul Brothers vs. Generations) Exile Tribe (三代目 J Soul Brothers vs Generations) | Burning Up | –                         |
| 15. Juli 2013 – 28. Juli 2013 2 Wochen | 2                                   | SKE48 | Utsukushī inazuma 美しい稲妻 | –                         |
| 29. Juli 2013 – 4. August 2013 1 Woche | 1                                   | Tomohisa Yamashita 山下智久                                                                                | Summer Nude ’13 | –                         |
| 5. August 2013 – 11. August 2013 1 Woche | 1                                   | Southern All Stars サザンオールスターズ                                                                    | Pieces and Highlights ピースとハイライト | –                         |
| 12. August 2013 – 18. August 2013 1 Woche | 1                                   | Kis-My-Ft2                                                                                                 | Kimi to no Kiseki キミとのキセキ | –                         |
| 19. August 2013 – 25. August 2013 1 Woche | 1                                   | AKB48 | Koi suru Fortune Cookie 恋するフォーチュンクッキー | –                         |
| 26. August 2013 – 1. September 2013 1 Woche | 1                                   | Morning Musume モーニング娘                                                                                | Wagamama ki no mama ai no jōku / Ai no gundan わがまま 気のまま 愛のジョーク ／ 愛の軍団 | –                         |
| 2. September 2013 – 8. September 2013 1 Woche | 1                                   | HKT48 | Melon Juice メロンジュース | –                         |
| 9. September 2013 – 15. September 2013 1 Woche | 1                                   | Tsuyoshi Domoto 堂本剛                                                                                     | Mabataki 瞬き | –                         |
| 16. September 2013 – 22. September 2013 1 Woche (insgesamt 2) | 2                                   | Exile | Exile Pride (Konna sekai o aisuru tame) こんな世界を愛するため | –                         |
| 16. September 2013 – 22. September 2013 1 Woche (insgesamt 2) | 2                                   | Exile | Exile Pride (Konna sekai o aisuru tame) こんな世界を愛するため | –                         |
| 23. September 2013 – 29. September 2013 1 Woche | 1                                   | Not Yet | Hirihiri no hana ヒリヒリの花 | –                         |
| 30. September 2013 – 6. Oktober 2013 1 Woche | 1                                   | NMB48 | Kamonegikkusu カモネギックス | –                         |
| 7. Oktober 2013 – 13. Oktober 2013 1 Woche | 1                                   | Sexy Zone                                                                                                  | Bai Bai Dubai (See You Again) / A My Girl Friend バィバィDuバィ ～See you again～ / A My Girl Friend | –                         |
| 14. Oktober 2013 – 20. Oktober 2013 1 Woche | 1                                   | 2PM | Winter Games | –                         |
| 21. Oktober 2013 – 27. Oktober 2013 1 Woche | 1                                   | KinKi Kids                                                                                                 | Mada namida ni naranai kanashimi ga / Koi wa nioi e to chiri nuru o まだ涙にならない悲しみが／恋は匂へと散りぬるを | –                         |
| 28. Oktober 2013 – 3. November 2013 1 Woche | 1                                   | AKB48 | Heart Electric ハート・エレキ | –                         |
| 4. November 2013 – 10. November 2013 1 Woche | 1                                   | Hottake Band 堀田家Band                                                                                    | Sayonara – Arigato サヨナラ☆ありがとう | –                         |
| 11. November 2013 – 17. November 2013 1 Woche | 1                                   | Kis-My-Ft2                                                                                                 | Snow Dome no yakusoku / Luv Sick Snow Dome の約束 / Luv Sick | –                         |
| 18. November 2013 – 24. November 2013 1 Woche | 1                                   | SKE48 | Sansei kawaī! 賛成カワイイ！ | –                         |
| 25. November 2013 – 1. Dezember 2013 1 Woche | 1                                   | Nogizaka46 乃木坂46                                                                                        | Baretta バレッタ | –                         |
| 2. Dezember 2013 – 8. Dezember 2013 1 Woche | 1                                   | Kanjani Eight 関ジャニ∞                                                                                    | Kokoro sora moyō ココロ空モヨウ | –                         |
| 9. Dezember 2013 – 15. Dezember 2013 1 Woche | 1                                   | AKB48 | Suzu kaka no ki no michi de “kimi no bi emi o yume ni miru” to itteshimattara bokutachi no kankei wa dō kawatteshimau no ka, boku nari ni nan nichi ka kangaeta ue de no yaya ki hazukashī ketsuron no yōna mono 鈴懸の木の道で「君の微笑みを夢に見る」と言ってしまったら僕たちの関係はどう変わってしまうのか、僕なりに何日か考えた上でのやや気恥ずかしい結論のようなもの | –                         |
| 16. Dezember 2013 – 22. Dezember 2013 1 Woche | 1                                   | SMAP | Shareotsu / Hello シャレオツ／ハロー | –                         |
| 23. Dezember 2013 – 29. Dezember 2013 1 Woche | 1                                   | Hey! Say! JUMP                                                                                             | Ride with Me | –                         |
| 30. Dezember 2013 – 5. Januar 2014 1 Woche | 1                                   | Golden Bomber ゴールデンボンバー                                                                           | 101-kaime no noroi 101回目の呪い | –                         |

## Alben
| ← 2012 ← | Liste der Nummer-eins-Hits in Japan | Liste der Nummer-eins-Hits in Japan                                               | Liste der Nummer-eins-Hits in Japan                                 | 2014 →                    |
| \| Zeitraum \| Wo. ges. \| Interpret \| Titel \| Zusätzliche Informationen \| \| (Zeitraum, Wochen auf Platz eins, Interpret, Titel, zusätzliche Informationen) \| \| \| \| \| \| ------------------------------------------------------------------------------ \| -------- \| --------------------------------------------------------------------------------- \| ------------------------------------------------------------------- \| ------------------------- \| \| 24. Dezember 2012 – 6. Januar 2013 2 Wochen \| 2 \| Sandaime J Soul Brothers 三代目 J Soul Brothers \| Miracle \| – \| \| 7. Januar 2013 – 13. Januar 2013 1 Woche \| 1 \| Ayumi Hamasaki 浜崎あゆみ \| A Classical \| – \| \| 14. Januar 2013 – 20. Januar 2013 1 Woche \| 1 \| Sid シド \| Sid 10th Anniversary Best \| – \| \| 21. Januar 2013 – 27. Januar 2013 1 Woche \| 1 \| Glay \| Justice \| – \| \| 28. Januar 2013 – 3. Februar 2013 1 Woche \| 1 \| Mika Nakashima 中島美嘉 \| Real \| – \| \| 4. Februar 2013 – 10. Februar 2013 1 Woche \| 1 \| Ayumi Hamasaki 浜崎あゆみ \| Love Again \| – \| \| 11. Februar 2013 – 17. Februar 2013 1 Woche \| 1 \| 2PM \| Legend of 2PM \| – \| \| 18. Februar 2013 – 24. Februar 2013 1 Woche \| 1 \| Misia \| Super Best Records: 15th Celebration \| – \| \| 25. Februar 2013 – 3. März 2013 1 Woche \| 1 \| NMB48 \| Teppen tottande! てっぺんとったんで！ \| – \| \| 4. März 2013 – 10. März 2013 1 Woche \| 1 \| Tōhōshinki 東方神起 \| Time \| – \| \| 11. März 2013 – 17. März 2013 1 Woche \| 1 \| Sakanaction サカナクション \| Sakanaction \| – \| \| 18. März 2013 – 24. März 2013 1 Woche \| 1 \| Boøwy \| The Best Story \| – \| \| 25. März 2013 – 31. März 2013 1 Woche \| 1 \| Kis-My-Ft2 \| Good ikuze! Goodいくぜ! \| – \| \| 1. April 2013 – 7. April 2013 1 Woche \| 1 \| Funky Monkey Babys ファンキーモンキーベイビーズ \| Funky Monkey Babys Last Best ファンキーモンキーベイビーズ Last Best \| – \| \| 8. April 2013 – 14. April 2013 1 Woche \| 1 \| Momoiro Clover Z ももいろクローバーZ \| 5th Dimension \| – \| \| 15. April 2013 – 21. April 2013 1 Woche \| 1 \| E-Girls \| Lesson 1 \| – \| \| 22. April 2013 – 28. April 2013 1 Woche \| 1 \| Golden Bomber ゴールデンボンバー \| The Past Masters Vol. 1 ザ・パスト・マスターズ Vol. 1 \| – \| \| 29. April 2013 – 5. Mai 2013 1 Woche \| 1 \| Yuzu ゆず \| Land \| – \| \| 6. Mai 2013 – 12. Mai 2013 1 Woche \| 1 \| Tsuyoshi Domoto 堂本剛 \| Kaba カバ \| – \| \| 13. Mai 2013 – 19. Mai 2013 1 Woche \| 1 \| Eikichi Yazawa 矢沢永吉 \| All Time Best Album \| – \| \| 20. Mai 2013 – 26. Mai 2013 1 Woche \| 1 \| Miwa \| Delight \| – \| \| 27. Mai 2013 – 2. Juni 2013 1 Woche \| 1 \| Jin (Shizen no Teki-P) じん (自然の敵P) \| Mekakucity Records メカクシティレコーズ \| – \| \| 3. Juni 2013 – 9. Juni 2013 1 Woche \| 1 \| Infinite \| Koi ni ochiru toki 恋に落ちるとき \| – \| \| 10. Juni 2013 – 23. Juni 2013 2 Wochen \| 2 \| B’z \| B’z the Best XXV 1988-1998 \| – \| \| 24. Juni 2013 – 30. Juni 2013 1 Woche \| 1 \| Kyary Pamyu Pamyu きゃりーぱみゅぱみゅ \| Nanda Collection なんだこれくしょん \| – \| \| 1. Juli 2013 – 7. Juli 2013 1 Woche \| 1 \| Bump of Chicken \| Bump of Chicken I (1999–2004) \| – \| \| 8. Juli 2013 – 14. Juli 2013 1 Woche \| 1 \| Namie Amuro 安室奈美恵 \| Feel \| – \| \| 15. Juli 2013 – 21. Juli 2013 1 Woche \| 1 \| News \| News \| – \| \| 22. Juli 2013 – 28. Juli 2013 1 Woche \| 1 \| Ikimono Gakari いきものがかり \| I \| – \| \| 29. Juli 2013 – 18. August 2013 3 Wochen \| 3 \| Maximum the Hormone マキシマム ザ ホルモン \| Yoshu Fukushu 予襲復讐 \| – \| \| 19. August 2013 – 25. August 2013 1 Woche \| 1 \| Kyosuke Himuro 氷室京介 \| Kyosuke Himuro 25th Anniversary Best Album Greatest Anthology \| – \| \| 26. August 2013 – 1. September 2013 1 Woche \| 1 \| (Verschiedene Interpreten) \| Ama chan uta no Album あまちゃん 歌のアルバム \| – \| \| 2. September 2013 – 8. September 2013 1 Woche \| 1 \| Kana Nishino 西野カナ \| Love Collection: Mint \| – \| \| 9. September 2013 – 15. September 2013 1 Woche \| 1 \| Spitz スピッツ \| Chīsana ikimono 小さな生き物 \| – \| \| 16. September 2013 – 22. September 2013 1 Woche \| 1 \| AAA \| Eighth Wonder \| – \| \| 23. September 2013 – 29. September 2013 1 Woche (insgesamt 2) \| 2 \| Superfly \| Superfly Best \| – \| \| 30. September 2013 – 6. Oktober 2013 1 Woche \| 1 \| Perfume \| Level 3 \| – \| \| 7. Oktober 2013 – 13. Oktober 2013 1 Woche (insgesamt 2) \| 2 \| Superfly \| Superfly Best \| – \| \| 14. Oktober 2013 – 20. Oktober 2013 1 Woche \| 1 \| Kanjani8 関ジャニ∞ \| Juke Box \| – \| \| 21. Oktober 2013 – 3. November 2013 2 Wochen \| 2 \| Arashi 嵐 \| Love \| – \| \| 4. November 2013 – 10. November 2013 1 Woche \| 1 \| Lady Gaga レディー・ガガ \| Artpop アートポップ \| – \| \| 11. November 2013 – 17. November 2013 1 Woche \| 1 \| Generations from Exile Tribe \| Generations from Exile Tribe \| – \| \| 18. November 2013 – 24. November 2013 1 Woche \| 1 \| Porno Graffitti ポルノグラフィティ \| Porno Graffitti 15th Anniversary “All Time Singles” \| – \| \| 25. November 2013 – 1. Dezember 2013 1 Woche \| 1 \| KAT-TUN \| Kusabi 楔 \| – \| \| 2. Dezember 2013 – 8. Dezember 2013 1 Woche \| 1 \| KinKi Kids \| L Album \| – \| \| 9. Dezember 2013 – 15. Dezember 2013 1 Woche \| 1 \| Girls’ Generation 少女時代 \| Love & Peace \| – \| \| 16. Dezember 2013 – 22. Dezember 2013 1 Woche \| 1 \| Kobukuro \| One Song from Two Hearts \| – \| \| 23. Dezember 2013 – 19. Januar 2014 4 Wochen \| 4 \| Sandaime J Soul Brothers from Exile Tribe 三代目 J Soul Brothers from Exile Tribe \| The Best / Blue Impact \| – \| |                                     |                                                                                   |                                                                     |                           |
| ← 2012 |                                     |                                                                                   |                                                                     | → 2014 →                  |
| Zeitraum | Wo. ges.                            | Interpret                                                                         | Titel                                                               | Zusätzliche Informationen |
| (Zeitraum, Wochen auf Platz eins, Interpret, Titel, zusätzliche Informationen) |                                     |                                                                                   |                                                                     |                           |
| 24. Dezember 2012 – 6. Januar 2013 2 Wochen | 2                                   | Sandaime J Soul Brothers 三代目 J Soul Brothers                                   | Miracle                                                             | –                         |
| 7. Januar 2013 – 13. Januar 2013 1 Woche | 1                                   | Ayumi Hamasaki 浜崎あゆみ                                                         | A Classical                                                         | –                         |
| 14. Januar 2013 – 20. Januar 2013 1 Woche | 1                                   | Sid シド                                                                          | Sid 10th Anniversary Best                                           | –                         |
| 21. Januar 2013 – 27. Januar 2013 1 Woche | 1                                   | Glay                                                                              | Justice                                                             | –                         |
| 28. Januar 2013 – 3. Februar 2013 1 Woche | 1                                   | Mika Nakashima 中島美嘉                                                           | Real                                                                | –                         |
| 4. Februar 2013 – 10. Februar 2013 1 Woche | 1                                   | Ayumi Hamasaki 浜崎あゆみ                                                         | Love Again                                                          | –                         |
| 11. Februar 2013 – 17. Februar 2013 1 Woche | 1                                   | 2PM                                                                               | Legend of 2PM                                                       | –                         |
| 18. Februar 2013 – 24. Februar 2013 1 Woche | 1                                   | Misia                                                                             | Super Best Records: 15th Celebration                                | –                         |
| 25. Februar 2013 – 3. März 2013 1 Woche | 1                                   | NMB48                                                                             | Teppen tottande! てっぺんとったんで！                               | –                         |
| 4. März 2013 – 10. März 2013 1 Woche | 1                                   | Tōhōshinki 東方神起                                                               | Time                                                                | –                         |
| 11. März 2013 – 17. März 2013 1 Woche | 1                                   | Sakanaction サカナクション                                                        | Sakanaction                                                         | –                         |
| 18. März 2013 – 24. März 2013 1 Woche | 1                                   | Boøwy                                                                             | The Best Story                                                      | –                         |
| 25. März 2013 – 31. März 2013 1 Woche | 1                                   | Kis-My-Ft2                                                                        | Good ikuze! Goodいくぜ!                                             | –                         |
| 1. April 2013 – 7. April 2013 1 Woche | 1                                   | Funky Monkey Babys ファンキーモンキーベイビーズ                                   | Funky Monkey Babys Last Best ファンキーモンキーベイビーズ Last Best | –                         |
| 8. April 2013 – 14. April 2013 1 Woche | 1                                   | Momoiro Clover Z ももいろクローバーZ                                              | 5th Dimension                                                       | –                         |
| 15. April 2013 – 21. April 2013 1 Woche | 1                                   | E-Girls                                                                           | Lesson 1                                                            | –                         |
| 22. April 2013 – 28. April 2013 1 Woche | 1                                   | Golden Bomber ゴールデンボンバー                                                  | The Past Masters Vol. 1 ザ・パスト・マスターズ Vol. 1               | –                         |
| 29. April 2013 – 5. Mai 2013 1 Woche | 1                                   | Yuzu ゆず                                                                         | Land                                                                | –                         |
| 6. Mai 2013 – 12. Mai 2013 1 Woche | 1                                   | Tsuyoshi Domoto 堂本剛                                                            | Kaba カバ                                                           | –                         |
| 13. Mai 2013 – 19. Mai 2013 1 Woche | 1                                   | Eikichi Yazawa 矢沢永吉                                                           | All Time Best Album                                                 | –                         |
| 20. Mai 2013 – 26. Mai 2013 1 Woche | 1                                   | Miwa                                                                              | Delight                                                             | –                         |
| 27. Mai 2013 – 2. Juni 2013 1 Woche | 1                                   | Jin (Shizen no Teki-P) じん (自然の敵P)                                           | Mekakucity Records メカクシティレコーズ                             | –                         |
| 3. Juni 2013 – 9. Juni 2013 1 Woche | 1                                   | Infinite                                                                          | Koi ni ochiru toki 恋に落ちるとき                                   | –                         |
| 10. Juni 2013 – 23. Juni 2013 2 Wochen | 2                                   | B’z                                                                               | B’z the Best XXV 1988-1998                                          | –                         |
| 24. Juni 2013 – 30. Juni 2013 1 Woche | 1                                   | Kyary Pamyu Pamyu きゃりーぱみゅぱみゅ                                            | Nanda Collection なんだこれくしょん                                 | –                         |
| 1. Juli 2013 – 7. Juli 2013 1 Woche | 1                                   | Bump of Chicken                                                                   | Bump of Chicken I (1999–2004)                                       | –                         |
| 8. Juli 2013 – 14. Juli 2013 1 Woche | 1                                   | Namie Amuro 安室奈美恵                                                            | Feel                                                                | –                         |
| 15. Juli 2013 – 21. Juli 2013 1 Woche | 1                                   | News                                                                              | News                                                                | –                         |
| 22. Juli 2013 – 28. Juli 2013 1 Woche | 1                                   | Ikimono Gakari いきものがかり                                                     | I                                                                   | –                         |
| 29. Juli 2013 – 18. August 2013 3 Wochen | 3                                   | Maximum the Hormone マキシマム ザ ホルモン                                        | Yoshu Fukushu 予襲復讐                                              | –                         |
| 19. August 2013 – 25. August 2013 1 Woche | 1                                   | Kyosuke Himuro 氷室京介                                                           | Kyosuke Himuro 25th Anniversary Best Album Greatest Anthology       | –                         |
| 26. August 2013 – 1. September 2013 1 Woche | 1                                   | (Verschiedene Interpreten)                                                        | Ama chan uta no Album あまちゃん 歌のアルバム                       | –                         |
| 2. September 2013 – 8. September 2013 1 Woche | 1                                   | Kana Nishino 西野カナ                                                             | Love Collection: Mint                                               | –                         |
| 9. September 2013 – 15. September 2013 1 Woche | 1                                   | Spitz スピッツ                                                                    | Chīsana ikimono 小さな生き物                                        | –                         |
| 16. September 2013 – 22. September 2013 1 Woche | 1                                   | AAA                                                                               | Eighth Wonder                                                       | –                         |
| 23. September 2013 – 29. September 2013 1 Woche (insgesamt 2) | 2                                   | Superfly                                                                          | Superfly Best                                                       | –                         |
| 30. September 2013 – 6. Oktober 2013 1 Woche | 1                                   | Perfume                                                                           | Level 3                                                             | –                         |
| 7. Oktober 2013 – 13. Oktober 2013 1 Woche (insgesamt 2) | 2                                   | Superfly                                                                          | Superfly Best                                                       | –                         |
| 14. Oktober 2013 – 20. Oktober 2013 1 Woche | 1                                   | Kanjani8 関ジャニ∞                                                                | Juke Box                                                            | –                         |
| 21. Oktober 2013 – 3. November 2013 2 Wochen | 2                                   | Arashi 嵐                                                                         | Love                                                                | –                         |
| 4. November 2013 – 10. November 2013 1 Woche | 1                                   | Lady Gaga レディー・ガガ                                                          | Artpop アートポップ                                                 | –                         |
| 11. November 2013 – 17. November 2013 1 Woche | 1                                   | Generations from Exile Tribe                                                      | Generations from Exile Tribe                                        | –                         |
| 18. November 2013 – 24. November 2013 1 Woche | 1                                   | Porno Graffitti ポルノグラフィティ                                                | Porno Graffitti 15th Anniversary “All Time Singles”                 | –                         |
| 25. November 2013 – 1. Dezember 2013 1 Woche | 1                                   | KAT-TUN                                                                           | Kusabi 楔                                                           | –                         |
| 2. Dezember 2013 – 8. Dezember 2013 1 Woche | 1                                   | KinKi Kids                                                                        | L Album                                                             | –                         |
| 9. Dezember 2013 – 15. Dezember 2013 1 Woche | 1                                   | Girls’ Generation 少女時代                                                        | Love & Peace                                                        | –                         |
| 16. Dezember 2013 – 22. Dezember 2013 1 Woche | 1                                   | Kobukuro                                                                          | One Song from Two Hearts                                            | –                         |
| 23. Dezember 2013 – 19. Januar 2014 4 Wochen | 4                                   | Sandaime J Soul Brothers from Exile Tribe 三代目 J Soul Brothers from Exile Tribe | The Best / Blue Impact                                              | –                         |

Siehe auch: Nummer-eins-Hits 2013 in Argentinien,  Australien, Belgien, Bulgarien, Dänemark, Deutschland, Finnland, Frankreich, Griechenland, Irland, Italien, Kanada, Mexiko, Neuseeland, den Niederlanden, Norwegen, Österreich, Polen, Portugal, Schweden, der Schweiz, Slowakei, Spanien, Südkorea, Tschechien, Ungarn, den Vereinigten Staaten und im Vereinigten Königreich.